# Patricia Burchat
Patricia Burchat (Ontario, 1958) es una física y educadora canadiense. Se desempeña como profesora de física en la Universidad Stanford. Su investigación se centra en la cosmología y la física de partículas experimentales. Está interesada en mapear la materia oscura en el universo y comprender la naturaleza de la energía oscura. Fue nombrada miembro de la Sociedad Estadounidense de Física en 2001 y miembro del Guggenheim en 2005. En 2013 se convirtió en miembro de la Asociación Estadounidense para el Avance de la Ciencia.

## Biografía

### Primeros años
Nacida en 1958, creció en Barry's Bay, Ontario, Canadá, y asistió al Madawaska Valley District High School. En 1981 se graduó con una licenciatura en ciencias aplicadas e ingeniería por la Universidad de Toronto y obtuvo un doctorado en física en la Universidad Stanford en 1986.

### Carrera
Realizó una beca postdoctoral en la Universidad de California en Santa Cruz de 1986 a 1988, tras lo cual se incorporó a la facultad hasta 1995. Ha sido miembro de la facultad de física de Stanford desde 1995, y se desempeñó como presidenta del departamento de 2007 a 2010.
Ha sido miembro de múltiples experimentos de física de partículas, incluido el Mark II experimento en el Acelerador Lineal SLAC y el experimento E791 en Fermilab. Fue miembro fundador del experimento BaBar en SLAC que exploró las interacciones fundamentales de las partículas, especialmente la interacción débil. En estos experimentos investigó los bosones Z como portadores de la interacción débil, los leptones neutros pesados, la desintegración semileptónica de los mesones charm, la mezcla de charm, las violaciones CP en las desintegraciones de los mesones B y las diferencias en la forma en que la materia y la antimateria evolucionaron en el tiempo.
También se ha interesado en investigar la evolución cosmológica del universo. Se unió a la comunidad internacional desarrollando el Observatorio Vera C. Rubin, con el objetivo de estudiar la curvatura gravitacional de la luz por la materia oscura y la evolución de la energía oscura.